# Міхрув
Міхрув (пол. Michrów) — село в Польщі, у гміні Пневи Груєцького повіту Мазовецького воєводства.
Населення — 411 осіб (2011).
У 1975-1998 роках село належало до Радомського воєводства.

## Демографія
Демографічна структура станом на 31 березня 2011 року:
|          | Загалом | Допрацездатний вік | Працездатний вік | Постпрацездатний вік |
| -------- | ------- | ------------------ | ---------------- | -------------------- |
| Чоловіки | 210     | 49                 | 139              | 22                   |
| Жінки    | 201     | 40                 | 119              | 42                   |
| Разом    | 411     | 89                 | 258              | 64                   |